# Velimeşe, Çorlu
Velimeşe là một thị trấn thuộc huyện Çorlu, tỉnh Tekirdağ, Thổ Nhĩ Kỳ. Dân số thời điểm năm 2011 là 7.893 người.